# Isilda Gomes

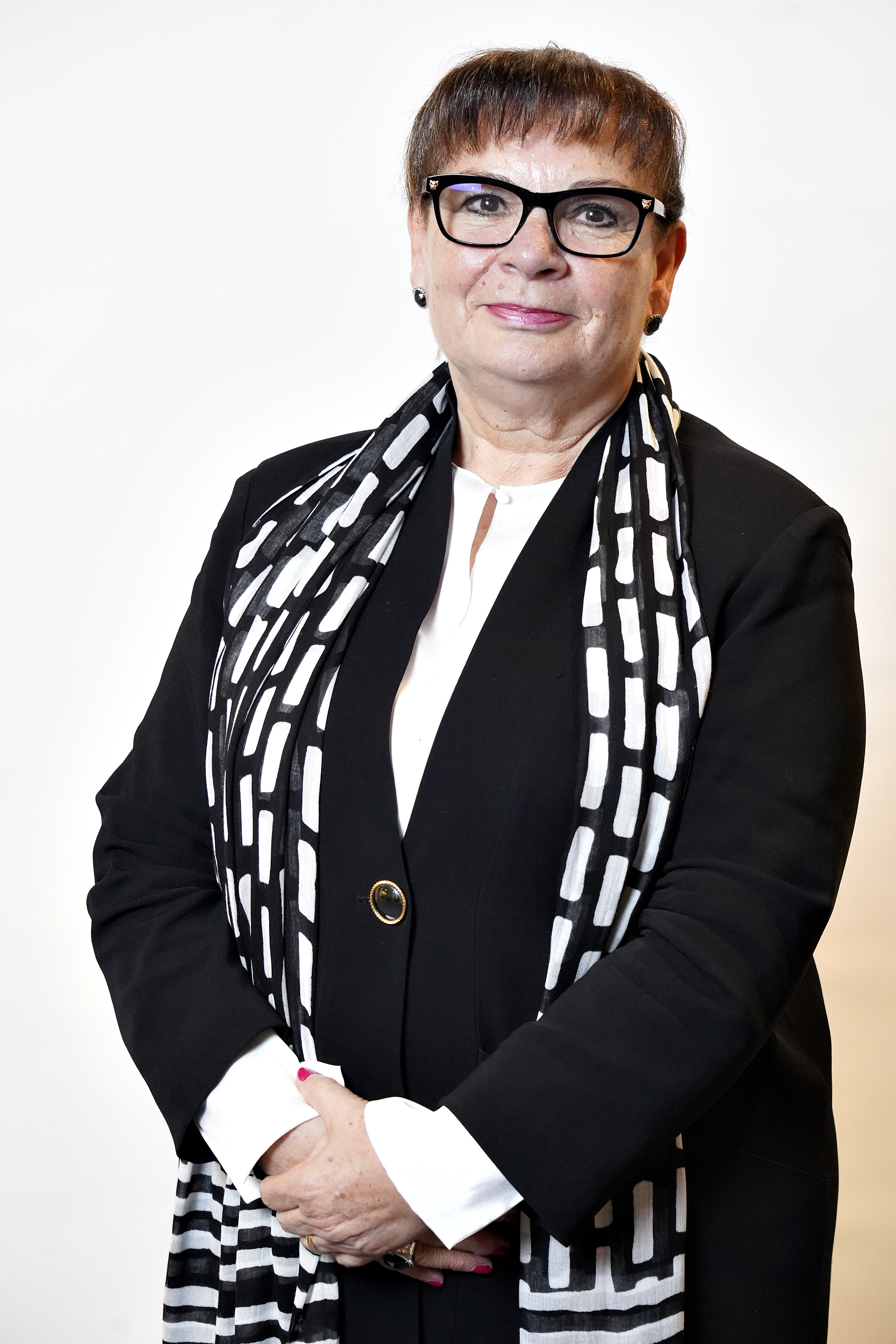
foto de Isilda Maria

Isilda Maria Prazeres dos Santos Varges Gomes (Mido, 16 de setembro de 1951) é uma política portuguesa, e foi a Governadora Civil do Distrito de Faro entre 1 de junho de 2007 e 14 de agosto de 2009, data em que abandonou o cargo por integrar as listas do PS à Assembleia da República nas eleições legislativas desse ano. 
Regressou ao exercício das funções no Governo Civil de Faro a 27 de novembro de 2009 e desempenhou-as até 26 de abril de 2011, data em que foi novamente exonerada devido à incompatibilidade resultante de integrar as listas do PS à Assembleia da República nas eleições legislativas desse ano.
Foi eleita Presidente da Câmara Municipal de Portimão a 29 de setembro de 2013, com maioria relativa (3 eleitos em 7), nas listas do PS; assegurou a maioria absoluta no executivo municipal através de uma coligação pós-eleitoral com o único eleito do PSD. Nas eleições autárquicas de 1 de outubro de 2017 foi reeleita, agora com maioria absoluta, assim como nas eleições autárquicas de 2021.
Em julho de 2024, tomou posse como deputada ao Parlamento Europeu para a 10.ª legislatura (2024-2029), na lista do PS, e renunciou ao mandato de Presidente da Câmara Municipal de Portimão.